# هديومة حلوة
هديومة حلوة (الاسم العلمي:Hedeoma bella) هي نوع من النباتات تتبع جنس الهديومة من الفصيلة الشفوية.